# Palaeomolis selmonsi
Palaeomolis selmonsi là một loài bướm đêm thuộc phân họ Arctiinae, họ Erebidae.